# Jiráskův most
Jiráskův most je sedmý most přes Vltavu směrem po proudu řeky v Praze spojující z Jiráskova náměstí pravobřežní pražské Nové Město a levobřežní čtvrť Smíchov.

## Historie
Jeho stavba byla započata v roce 1929 podle projektu architekta Vlastislava Hofmana a Ing. Františka Mencla. Jako materiál byl použit železobeton, pět návodních pilířů širokých 4,6 m je obloženo žulovými kvádry. Most je 310,6 m dlouhý a 21 m široký. Má šest obloukových polí o rozpětí 45 až 51 m. Povrch vnějších ploch je z omítky z umělého kamene, betonové zábradlí a osvětlovací stožáry mají teracový hlazený povrch. Most byl dán do provozu ve dvou etapách. Nejdříve to byla jeho střední část s kolejnicemi tramvaje v roce 1931 a poté 18. října 1933 zbytek. Koleje pro tramvaj se ukázaly jako zbytečné a byly odstraněny. Po mostě pak ale vedla jediná pražská trolejbusová trať propojující oba vltavské břehy.

## Zajímavosti

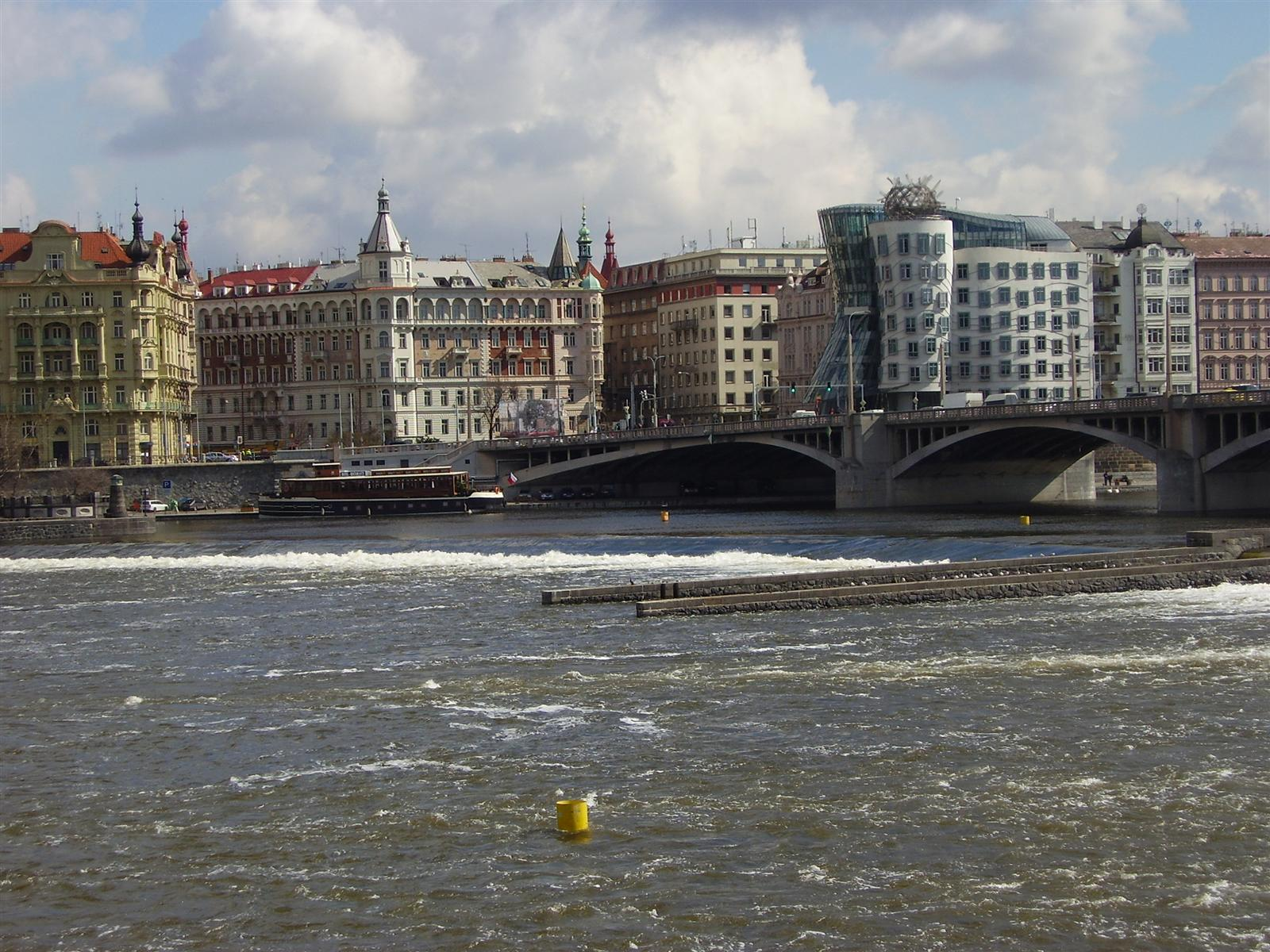
Pohled na Jiráskův most a Tančící dům z Dětského ostrova

- Stavbě mostu bránil na smíchovské straně barokní pavilon údajně od Kiliána Ignáce Dientzenhofera. Nejdříve bylo rozhodnuto o tom, že bude posunut o 110 m proti proudu řeky, ale nakonec byl zbořen, protože se nenašla žádná pojišťovna, která by v případě neúspěšnosti přesunu uhradila vzniklé škody.

- Most měl podle plánů za Rakouska-Uherska původně stát mezi Myslíkovou ulicí a Janáčkovým nábřežím přes Žofín a dnešní Dětský ostrov. Na smíchovské straně jsou dodnes vidět nábřežní opěry, které nikdy nebyly použity.

- Ve dvou pilířích měl most umístěny bezešvé roury, které měly být v případě potřeby destrukce mostu naplněny náloží. Ty byly ale za 2. světové války zabetonovány německými vojáky z obavy, že by most do povětří vyhodili čeští odbojáři.

- Zmenšenou kopií Jiráskova mostu (co se týče provedení zábradlí a sloupu veřejného osvětlení) byl most Petrohradské ulice ve Vršovicích, u vily Jitřenka. Není zřejmé, který z mostů je starší a zda si zde autoři Jiráskova mostu nezkoušeli svůj projekt „nanečisto“.[1] V roce 2019 je již zábradlí vyměněno.

- Západní polovinu mostu spravuje MČ Praha 5, severovýchodní čtvrtinu spravuje MČ Praha 1 a jihovýchodní čtvrtinu spravuje MČ Praha 2.

## Změny pojmenování

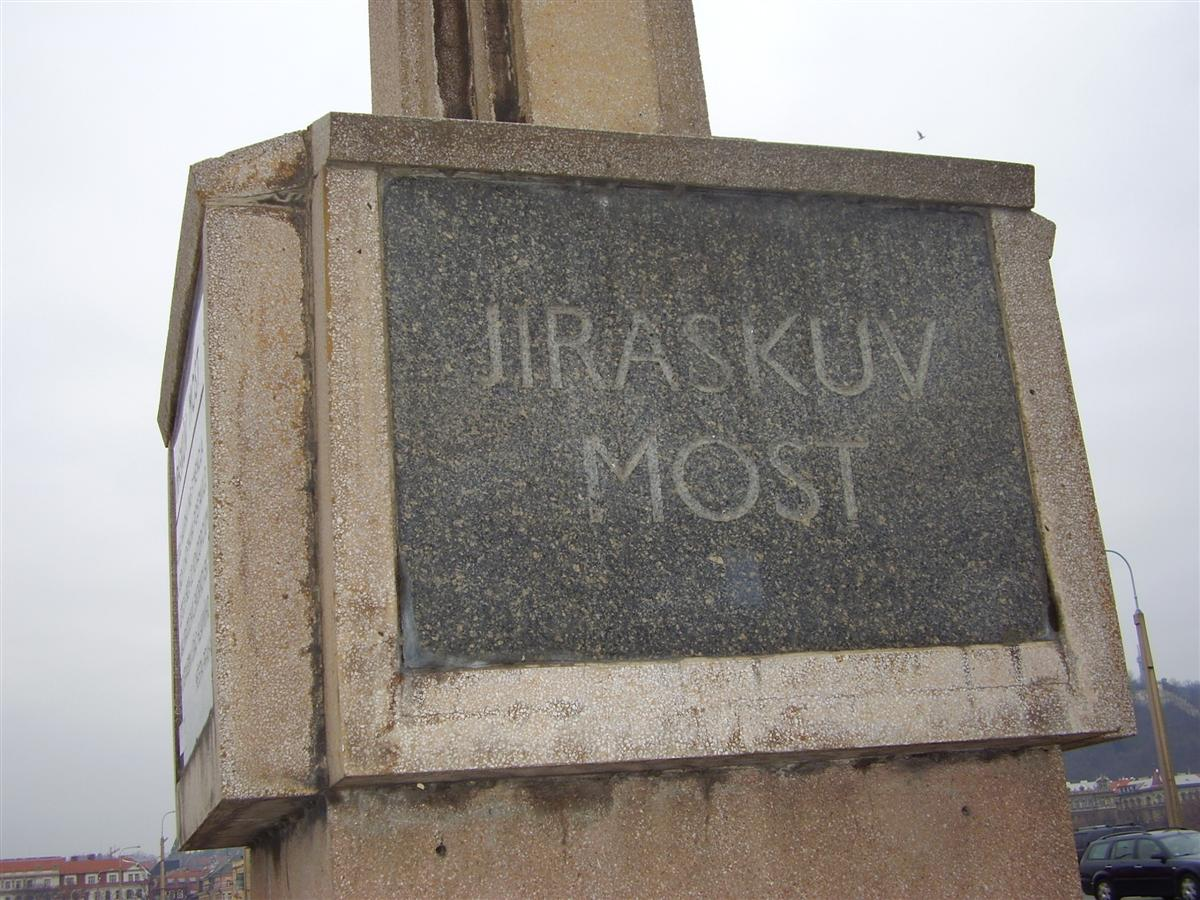
Sloup se jménem mostu na pravém břehu Vltavy

- 1931–1940: Jiráskův most (Alois Jirásek)
- 1940–1945: Dientzenhoferův most (Kilián Ignác Dientzenhofer)
- od 1945: Jiráskův most

V roce 2012 byla zahájena diskuze nad návrhem historika Petra Vilguse přejmenovat tuto stavbu na most Václava Havla. Bývalý prezident v blízkosti mostu dlouhá léta žil a pracoval.